# Чернігів (локомотивне депо)
Мотор-вагонне депо́ Чернігів (РПЧ-10) — виробничий підрозділ служби приміських пасажирських превезень (НРП) Південно-Західної залізниці. Розташоване поблизу однойменної станції. 
До реструктуризації в 2011 році існувало як локомотивне депо Чернігів (ТЧ-10). Парк магістральних і маневрових тепловозів переданий на баланс депо Дарниця.

## Локомотивне господарство
Парк рухомого складають, дизель-поїзди ДР1А, електропоїзди ЕР9Т, також до депо приписані 2 рейкових автобуси 630M .
Депо здійснює ремонт та технічне обслуговування маневрових тепловозів ЧМЕ3 електровозів ВЛ40.